# San Javier López Moreno
San Javier López Moreno är en ort i Mexiko.   Den ligger i kommunen Salto de Agua och delstaten Chiapas, i den sydöstra delen av landet, 800 km öster om huvudstaden Mexico City. San Javier López Moreno ligger 75 meter över havet och antalet invånare är 188.
Terrängen runt San Javier López Moreno är varierad. Runt San Javier López Moreno är det ganska tätbefolkat, med 54 invånare per kvadratkilometer. Närmaste större samhälle är Cuctiepa, 5,2 km väster om San Javier López Moreno. Trakten runt San Javier López Moreno består till största delen av jordbruksmark.